# Celine Jebens
Celine Jebens (* 5. Januar 2004) ist eine deutsche Volleyballspielerin.

## Karriere
Jebens begann ihre Karriere im Alter von sechs Jahren beim TSV Turnerbund München. Dort gewann sie zweimal die deutsche Jugendmeisterschaft. Ende 2018 wurde die Diagonalangreiferin in die deutsche Jugendnationalmannschaft berufen. 2019 wechselte sie zum VC Olympia Berlin. Mit der Nachwuchsmannschaft spielte sie in der Regionalliga und der zweiten Liga Nord. 2023 wurde Jebens vom Erstligisten 1. VC Wiesbaden verpflichtet. Im Challenge Cup 2023/24 kam Wiesbaden ins Halbfinale. Im nationalen Pokal und in der Bundesliga musste sich der Verein jeweils im Viertelfinale geschlagen geben. In der Saison 2024/25 erreichte Wiesbaden im DVV-Pokal und den Bundesliga-Playoffs ebenfalls das Viertelfinale. Danach wechselte Jebens zum Ligakonkurrenten Ladies in Black Aachen.